# Il giro del mondo di un birichino di Parigi
Il giro del mondo di un birichino di Parigi è un film muto italiano del 1921 diretto da Luigi Maggi e Dante Cappelli.